# Gesta regum Chroatorum
Gesta regum Chroatorum (hrv. Djela hrvatskih kraljeva) jesu kronike, zapisnici povelja i anali hrvatskih kraljeva za koje se pretpostavlja da su postojali u doba narodnih vladara, a koji nisu sačuvani. 
Trag da su Gesta postojala nalazi se u ispravi Petra Krešimira IV. (1059. – 1074.) kojom se samostanu sv. Krševana u Zadru 1066./1067. godine potvrđuje posjed Diklo. U navedenoj ispravi spominju se gesta Krešimira II. (Gesta Cresimiri maioris):
| »Comperimus namque in gestis proaui nostri Cresimiri maioris, quod pro remedio anime sue tradidisse monasterio sancti Chrisogoni territorium aliquod in loco, qui dicitur Hyculus, a quercu, que stat supra uallem Rabiosam, usque ad atafilum, qui hac de causa situs est in trenio, quod est contra Sablatam«(Darovnica kralja Petra Krešimira IV. samostanu sv. Krševana za posjed Diklo (1066./67.)) | »Otkrili smo naime u djelima pradjeda našega Krešimira starijega da je bio predao na trajno posjedovanje samostanu sv. Krševana, za spas svoje duše, neko zemljište na posjedu koje se zove Diklo, od hrasta koje stoji povrh ljute doline sve do loze koja je zbog toga postavljena na raskršću nasuprot Zablate«(hrvatski prijevod) |

Stručni naziv je u historiografiju uveo povjesničar Franjo Rački. Tom temom najviše se bavio hrvatski povjesničar Dominik Mandić, posebice u zbirci radova Rasprave i prilozi (1963.).

## Vanjske poveznice
- Gesta regum Chroatorum Hrvatska enciklopedija
- Gesta regnum Chroatorum Proleksis enciklopedija